# Prince’s Beach

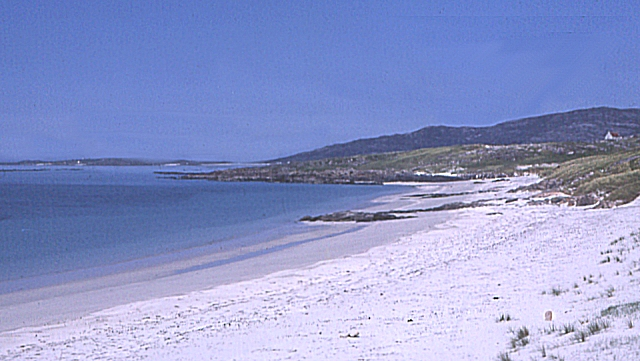
Prince’s Beach

Prince’s Beach (gälisch: Coilleag a’ Phrionnsa) ist ein Sandstrand an der Westküste der schottischen Hebrideninsel Eriskay. Prince’s Beach liegt nördlich der Landenge, welche die von Osten in die Insel hineinreichende Bucht Acairseid Mhor bildet und etwa 1,5 km südlich der Siedlung Haun an der Nordküste der Insel. Er erstreckt sich etwa 600 m weit entlang des Atlantischen Ozeans.
Am 23. Juli 1745 betrat der britische Prinz Charles Edward Stuart (Bonnie Prince Charlie) aus Frankreich kommend an Prince’s Beach erstmals schottischen Boden. Von dort aus setzte er seine Reise nach Glenfinnan in den Highlands fort, um den Zweiten Jakobitenaufstand anzuführen. Angeblich pflanzte der Prinz selbst die seltenen rosafarbenen Winden, die am Strand anzutreffen sind. Eine kleine Gedenkstätte abseits des Strandes erinnert an die Landung des Prinzen.